# Herbert Lom
Herbert Lom (11. září 1917 Praha – 27. září 2012 Londýn) byl česko-britský filmový herec, spisovatel a podnikatel. V České republice je známý především jako představitel inspektora Dreyfuse z filmové série Růžový panter a hlavní zápornou rolí bandity Cornella ve filmu Poklad na Stříbrném jezeře. Byl zřejmě nejúspěšnějším hercem českého původu ve světové kinematografii.

## Mládí
Narodil se v nepříliš majetné šlechtické židovské rodině jako Herbert Karel Angelo Kuchačevič (Kuhačević) ze Schluderbachu. Dětství a mládí prožil v Praze, prázdniny zpravidla trávil v Železné Rudě. Absolvoval Německé státní reálné gymnázium v Praze, poté chvíli studoval na Německé univerzitě v Praze.

## Umělecká tvorba
Během života vytvořil přes 100 hereckých rolí po celém světě, často záporných postav, ale slavil úspěch i jako komediální herec, několikrát i jako romantický hrdina. Většinu jeho rolí lze charakterizovat jako charismatické postavy s určitým vnitřním tajemstvím. Pokud nebyl obsazen přímo do hlavní role, představoval tzv. featured players, tedy výrazného herce, který nahrává hlavní postavě filmu. Novináři pak o něm zpravidla s respektem k jeho herectví psali, že svým charismatickým vystupováním „krade slávu“ hvězdám obsazeným do hlavní role.
V české produkci natočil během své dlouhé kariéry čtyři filmy. Většinu filmů však natočil v Británii, v americkém Hollywoodu a v různých evropských produkcích. Svých prvních deset filmů pro britskou či americkou produkci natáčel jako československý občan. Na otázku, zda se cítí spíš jako český, nebo jako britský herec, se většinou definoval jako „český emigrant“. Někteří britští novináři ho i na sklonku jeho kariéry uváděli jako „v Británii žijícího českého herce“. V roce 1992 odpověděl na dotaz britského fanouška, týkající se jeho geografického ukotvení:
| „ | Žiju v téhle zemi [v Británii] přes padesát let. Živím se tady, mám tu nárok na penzi a pocit, že sem patřím. Ale když mám v poslední době možnost chodit po pražských ulicích, cítím, že jsem se narodil tam, a začínám se [tam] mimoděk poohlížet po nejbližším domově důchodců, kde bych chtěl být, až konečně odejdu do penze. | “ |

Ačkoli jej lze považovat za jednoho z jednoznačně nejúspěšnějších světových herců s kořeny v Čechách a do České republiky po roce 1990 pravidelně přijížděl, v českých médiích se v podstatě neobjevoval. Několikrát byla sdělovacími prostředky stručně zmíněna pouze jeho návštěva Filmového festivalu ve Zlíně. Většina obyvatel České republiky byla s jeho českými kořeny konfrontována teprve začátkem roku 2006, kdy se účastnil ceremoniálu předávání filmových cen Český lev. Navzdory tomu právě v Česku vyšel – jako v první zemi na světě – hercův knižní životopis (na samém konci roku 2015).

### Divadlo, film a televize
Divadlem byl ovlivněn už od dětství, protože otec tiskl divadelní programy pro Nové německé divadlo v Praze. Rodiče však herecké kariéře bránili z obav o synovu hmotnou nouzi. Přesto se jako student dostal prostřednictvím spolužáků do studentského divadelního kroužku a s ním i do Nového německého divadla. První drobné role mu zde pomáhal nastudovat Fritz Valk. Následně dostal mladý Herbert nabídku na filmování v češtině – ve filmu Žena pod křížem (1937) byl hereckým partnerem Věře Ferbasové, velké hvězdě tehdejšího českého filmu.
Když začátkem roku 1939 odešel do Velké Británie, zčásti to bylo proto, aby předešel rostoucímu nebezpečí vzrůstajícího nacismu v Evropě, a také kvůli sílícímu antisemitismu v Druhé československé republice. Především se však chtěl prosadit v britském a americkém filmu. V Británii se musel nejprve zdokonalit v angličtině. Poté absolvoval několik divadelních kurzů. Z počáteční tíživé finanční situace ho vysvobodila nabídka z BBC – začal pracovat jako hlasatel. Nakonec získal angažmá v britském národním divadle.
Brzy se také uchytil v britském filmovém průmyslu. Během čtyřicátých a padesátých let s úspěchem vystupoval v kriminálních, špionážních, psychologických i dobrodružných filmech, často spadajících do žánru noir filmů. Velkou pozornost na sebe upoutal již rolí Napoleona v anglo-americkém filmu Mladý pan Pitt (1942), takže o rok později dostal svou první hlavní roli ve filmu Temná věž. Obrovský ohlas mělo jeho ztvárnění role doktora Larsena v psychologickém dramatu Sedmý závoj (1945). V neméně úspěšném kriminálním snímku Dvojí alibi (1947) dokonce získal hlavní dvojroli.
V letech 1953–1955 slavil velké úspěchy v londýnském divadle Drury Lane Theatre ve West Endu, kde byl obsazen do úlohy krále Mongkuta ve slavném muzikálu Král a já od Richarda Rodgerse a Oscara Hammersteina. V roce 1955 získal mezinárodní slávu rolí gangstera Louise v komediálně laděné krimi Pět lupičů a stará dáma.
Díky politickému uvolnění mohl od druhé poloviny padesátých let začít opět spolupracovat s americkými produkcemi. V jejich filmech byl většinou angažován jako „featured players“ (viz výše). Velké uznání si získal především jako herec vážných rolí, např. jako Napoleon v americkém velkofilmu Vojna a mír (1956), pirát Tigranes Levantus v historickém velkofilmu Spartakus (1960), hlavní záporná postava ve velkofilmu Cid (1961), multimilionář Shahbandar v krimikomedii Gambit aj.
Do nejširšího povědomí diváků se nakonec stejně zapsal komediální rolí – jako šéfinspektor Dreyfus ze série komediálních filmů o Růžovém Panterovi. V prvním panterovském snímku účinkoval už v roce 1964. Po obnovení slavné série v roce 1975 považovali tvůrci za samozřejmé ho opět do role obsadit. Roli si oblíbil i samotný Lom, na rozdíl od role hlavního padoucha Brinkleyho z Pokladu na stříbrném jezeře. K mělkému zfilmování Mayovky se dlouhou dobu odmítal hlásit. Film vzal na milost až v pozdním věku, kdy ho také poprvé zhlédl na festivalu dětských filmů ve Zlíně.
Herbert Lom se prosadil také v anglosaské televizi. V roce 1963 přijal hlavní roli v britském psychologickém seriálu Lidská džungle. Rolí doktora Cordera v Británii zaznamenal fenomenální úspěch. Seriál běžel dvě sezóny a Lom byl zavalen dopisy fanynek. Postupně mu však začínala vadit televizní rutina, takže po natočení 26 dílů se rozhodl v natáčení seriálu nepokračovat. Později nicméně ještě několik televizních nabídek k natáčení seriálů nebo televizních filmů přijal. Velmi kladného přijetí se dostalo jeho roli apoštola Barnabáše v americké minisérii Petr a Pavel z roku 1981.

### Spisovatelská dráha
Herbert Lom je také autorem dvou románů. Ústřední postavou románu Enter A Spy (1978) je anglický dramatik a špión Christopher Marlowe. Román Dr. Guillotin: Bádání excentrického vědce (1992) sleduje tragické osudy francouzského vynálezce gilotiny.

## Veřejné aktivity
Za druhé světové války se v Británii v rámci komunity českých emigrantů aktivně zapojil do protinacistického odboje. Na divadle a v rozhlasu účinkoval v protifašistických hrách. Některé také režíroval. Získal si velký respekt mezi britskými umělci. Po válce byl již hvězdou. V Británii už zůstal a koncem roku 1947 přijal britské občanství.
V padesátých letech se ho československá komunistická rozvědka snažila neúspěšně získat ke spolupráci. Pracovníci špionáže využívali toho, že sestra Herberta Loma žila až do konce šedesátých let v Praze. Protože měl pravidelné problémy s návštěvami u ní v Praze, bylo mu naznačováno, že pokud přistoupí na spolupráci, bude k tomu přihlédnuto při vyřizování jeho žádostí o vízum. Ve stejné době mu přitom americké úřady opakovaně znemožňovaly vstoupit na území USA a pracovat v Hollywoodu.
Na konci 70. let 20. století se Herbert Lom nabídl, že finančně podpoří britskou pobočku Výboru na obranu nespravedlivě stíhaných (VONS).

## Vybraná filmografie
- Žena pod křížem (1937) – milovník Gustav Hodaň
- Karel Hynek Mácha (1937)
- Boží mlýny (1938) – chasník
- Mladý pan Pitt (1942) – císař Napoleon
- Temná věž (1943) – hypnotizér Stephen Torg
- Hotel Reserve (1944) – špion Andre Roux
- Sedmý závoj (1945) – doktor Larsen
- Dvojí alibi (1947) – akrobatická dvojčata Jules de Lisle a Georges de Lisle
- Noc a město (1950) – gangster Kristo
- Peklo je vyprodané (1951) – milovník Dominic Danges
- The Ringer (1952) – padouch Maurice Meister
- Milostná loterie (1955) – André Amico, majitel loterijní společnosti
- Pět lupičů a stará dáma (1955) – lupič Louis
- Vojna a mír (1956) – císař Napoleon
- Prodané životy (1957) – obětavý řidič Gino Rossi
- Spartakus (1960) – pirát Tigranes Levantus
- Cid (1961) – vojevůdce Ben Yussuf
- Tajuplný ostrov (1961) – kapitán Nemo
- Fantóm opery (1962) – titulní role
- Poklad na Stříbrném jezeře (1962) – šéf banditů Cornell
- Komisař Clouseau na stopě (1964) – šéfinspektor Dreyfus
- Gambit (1966) – Ahmad Shahbandar
- Návrat Růžového pantera (1975) – šéfinspektor Dreyfus
- Růžový panter znovu zasahuje (1976) – šéfinspektor Dreyfus
- Charleston (1977) – inspektor Watkins
- Pomsta Růžového pantera (1978) – šéfinspektor Dreyfus
- Mrtvá zóna (1983) – doktor Weizak
- Syn Růžového pantera (1993) – šéfinspektor Dreyfus

## Romány
- Enter a spy: the double life of Christopher Marlowe. London: Merlin Press, 1978. 112 s. ISBN 978-0-85036-233-6.
- Dr Guillotine: the eccentric exploits of an early scientist. London: Sinclair-Stevenson, 1992. 182 s. ISBN 978-1-85619-360-3.
- Dr. Guillotin: bádání excentrického vědce, který předběhl svou dobu. Překlad Zlata Kufnerová. Praha: Ivo Železný, 1992. 150 s. ISBN 80-7116-298-1.